# Storjuvtinden
Storjuvtinden eller Storgjuvtinden er et bjerg som ligger i nærheden af Galdhøpiggen, der er Norges højeste bjerg. Bjerget ligger mellem Leirdalen og Visdalen.
Man kan nå frem til bjerget fra Geitsætri i Leirdalen uden at krydse isbræer.
Storjuvtinden er det 12. højeste bjerg i Norge(af bjerge med en primærfaktor der er større end 50 m.